# Ringshall
Ringshall är en by och en civil parish i Mid Suffolk i Suffolk i England. Orten har 619 invånare (2001). Den har en kyrka.